# Mirza Khazar
Mirza Kerim oglu Mikayilov (azer. Mirzə Kərim oğlu Mikayılov), znany jako Mirza Khazar (azer. Mirzə Xəzər) (ur. 29 listopada 1947, Göyçay, Azerbejdżańska SRR, zm. 31 stycznia 2020 w Niemczech) – azerski autor, politolog, mówca, dziennikarz radiowy, wydawca, tłumacz Biblii na język azerski. Znany także jest jako Mirza Michaeli.

## Młodość
W lipcu 1973 ukończył prawo na Stanowym Uniwersytecie Azerbejdżańskim. Od sierpnia 1973 do stycznia 1974 pracował jako prawnik w Sumgait. W czerwcu 1974 wyemigrował do Izraela i zaczął uczęszczać na specjalne kursy dla prawników z ZSSR organizowane na Uniwersytet Tel Awiw. Od czerwca 1975 do stycznia 1976 służył w Siłach Obronnych Izraela.

## Tłumaczenie Biblii
Na prośbę Instytutu Tłumaczeń Biblii w Sztokholmie, Mirza Khazar przełożył Biblię – Nowy Testament i Stary Testament – na język azerski. Mirza Khazar rozpoczął tłumaczenie całej Biblii w 1975 i ukończył w 1984. W 1982 Instytut Tłumaczeń Biblii w Sztokholmie, Szwecja, wydał nowe, współczesne tłumaczenie Nowego Testamentu na język azerski przez Mirzę Khazara, wersję, która dziś jest używana w Azerbejdżanie. Pierwsza edycja została wydrukowana w Zagrzebiu. Tłumaczenie Nowego Testamentu przez Mirzę Khazara zostało dodrukowywane pięć razy przez kolejne lata. Mirza Khazar ukończył tłumaczenie Starego Testamentu w 1984 roku, ale to tłumaczenie nie zostało jeszcze opublikowane.
Przeszłość: Pierwsze azerskie tłumaczenie przez Mirzę Farrukh i Feliksa Zaręnba było tłumaczeniem Ewangelia Mateusza, wydane w 1842 w Londynie przez Towarzystwo Misyjne Basel. Całość Nowego Testamentu została w pełni przetłumaczona i wydana w 1878 w Londynie, a Starego Testamentu w 1891.

## Praca
Od stycznia 1976 do października 1985 pracował jako zastępca redaktora naczelnego azerbejdżańskiej stacji radiowej Radia Wolna Europa/Wolne Radio w Monachium, Niemcy. W październiku 1985 został zaproszony do Waszyngtonu na stanowisko redaktora naczelnego azerbejdżańskiej stacji radiowej Głosu Ameryki. W lutym 1987 Mirza Khazar wrócił do Monachium, aby zostać naczelnym azerbejdżańskiej stacji radiowej Radia Wolna Europa/Wolne Radio i pracował tam aż do września 2003. W styczniu 2004 założył gazetę Głos Mirzy Khazara (Mirzə Xəzərin Səsi) w Baku. Mirza Khazar obecnie prowadzi gazetę online Głos Mirzy Khazara w trzech językach: po azerbejdżańsku, angielsku i rosyjsku. Od września do października 2005 Mirza Khazar prowadził program na antenie telewizji Azadlig (wolna telewizja), pierwszej niezależnej stacji nadającej z zagranicy do Azerbejdżanu. W grudniu 2005 rozpoczął program w radiu internetowym Głos Mirzy Khazara, gdzie słuchacze odwiedzający stronę mogą słuchać wcześniej nagranych audycji.

## Gazety
Artykuły Mirzy Kazara odnoszące się do politycznej i ekonomicznej sytuacji Azerbejdżanu i innych państw byłego Związku Radzieckiego były publikowane w Azerbejdżanie, Turcji i Czechach oraz innych krajach na całym świecie. Formacja Popularnego Frontu Mirzy Khazara w Azerbejdżanie (28 grudnia, 1988) była pierwszą gazetą naukową mówiącą o próbach lokalnych intelektualistów i patriotów wprowadzenia narodowego ruchu demokratycznego w Azerbejdżanie. Azerbejdżański Popularny Front został oficjalnie utworzony w 1989. W sierpniu 1989 zostało opublikowane jego towarzystwo Birlik podczas Azerbejdżańskiego Demokratycznego Ruchu Narodowego.

## Czarny Styczeń 1990
Podczas wydarzeń Czarnego Stycznia wojsko radzieckie uniemożliwiło przekazywanie wiadomości o wydarzeniach. W przededniu militarnej inwazji radzieckiej w Baku, w celu odcięcia ludności od wszelkich źródeł informacji, przez oficerów wywiadu zostało wysadzone źródło dostaw energii do azerbejdżańskich stacji telewizyjnych i radiowych. Telewizja i radio milczały, a druk prasy został zakazany.
Mirza Khazarowi i jego pracownikom Radia Wolna Europa/Wolne Radio udało się dalsze nadawanie codziennych raportów z Baku, co uczyniło ich jedynym źródłem wiadomości dla Azerów wewnątrz i poza granicami kraju przez kilka dni. Przywództwo Kremla starało się zachować w nieświadomości o wojskowej inwazji cały świat i populację wewnątrz Azerbejdżanu, ale Mirza Khazar i jego pracownicy udaremnili te próby. Dzięki Mirza Khazar i jego pracownikom z Wolnego Radia, Azerowie w Azerbejdżanie i na całym świecie oraz cała społeczność międzynarodowa, dowiedzieli się o inwazji sowieckiej i uzyskali szansę zorganizowania akcji protestacyjnych. Wstrząśnięty tym „zaskakującym” rozwojem sytuacji rząd ZSRR oficjalnie złożył skargę do Stanów Zjednoczonych o nadawanie informacji przez Radia Wolna Europa/Wolne Radio o inwazji na Azerbejdżan. 20 stycznia około 1990 stacji radiowych uznało Mirza Khazara za legendę wśród Azerów w Azerbejdżanie i na zewnątrz. Melahet Agacankizi, znana poetka i pisarka Azerska, podczas audycji w radiu opisała wygląd Mirza Khazar w czasie wojskowej inwazji radzieckiej w następujący sposób: „W dniu 20 stycznia, Mirza Khazar swoim pięknym głosem, darem od Boga, dał nadzieję umierającym Azerom.” Jego charakterystyczny głos i jego imię znane są wszystkim Azerom w Azerbejdżanie i na całym świecie.

## Nagrody
Nazwisko Mirzy Khazara zostało umieszczone w książce pod tytułem „100 Wielkich Azerów” przygotowanej przez naukowca i autora Alisa Nijat i wydanej w Baku w 1999. W 1990 Popularny Front Azerbejdżański nagrodził Mirzę Khazara nagrodą Məmmədəmin Rəsulzadə za rolę jaką odegrał w Narodowym Ruchu Demokratycznym w Azerbejdżanie. Məmmədəmin Rəsulzadə był jednym z założycieli pierwszej niezależnej Republiki Azerbejdżańskiej w 1918. Sabir Rustamkhanly, pisarz azerski i polityk, nazwał Mirzę Khazar „symbolem naszej walki narodowej” w wywiadzie, którego udzielił gazecie „Cumhuriyet” we wrześniu 2003.

### Artykuły opublikowane w języku angielskim
- Mirza Khazar: Viktor Kozeny argues President Aliev Made Promises [online], en.mirzexezerinsesi.net [dostęp 2018-05-17].
- The Fight For Azerbaijan, or, Illusions Again? [online], en.mirzexezerinsesi.net [dostęp 2018-05-17] [zarchiwizowane z adresu 2008-08-28].
- Mirza Khazar: Aliev And The Fight For A Successor [online], en.mirzexezerinsesi.net [dostęp 2018-05-17] [zarchiwizowane z adresu 2008-05-13].
- Mirza Khazar: A Fight Between Clans In Baku, Or A Sign Of Aliev’s Weakness? [online], en.mirzexezerinsesi.net [dostęp 2018-05-17] [zarchiwizowane z adresu 2008-05-13].

### Artykuły opublikowane w języku azerskim
- Mirza Xazar – Berita Hari Ini Indonesia dan Dunia [online], mirzexezerinsesi.net [dostęp 2017-11-25] [zarchiwizowane z adresu 2009-07-23] (ang.).
- MİRZƏ XƏZƏRİN SENSASİON AÇIQLAMALARI [online], mirzexezerinsesi.net [dostęp 2017-11-25] [zarchiwizowane z adresu 2016-03-04] (ang.).
- MİRZƏ XƏZƏR: Meydan Düşüncələri” – Meydan, Qarabağ və Milli Hərəkat [online] [dostęp 2017-11-25] [zarchiwizowane z adresu 2016-04-07] (ang.).

### Artykuły opublikowane w języku rosyjskim
- Мирза Хазар: Национальное самосознание и... Ложь в роли национального врага... [online], ru.mirzexezerinsesi.net [dostęp 2018-05-17] [zarchiwizowane z adresu 2009-11-03].
- Мирза Хазар: НЕ ПРОЩАЙТЕ ДОЛГИ ДИКТАТОРОВ! [online], ru.mirzexezerinsesi.net [dostęp 2018-05-17] [zarchiwizowane z adresu 2010-01-12].
- «Некоторые все еще опасаются «потерявшего голос» и отстраненного от работы Мирзы Хазара» [online], ru.mirzexezerinsesi.net [dostęp 2018-05-17] [zarchiwizowane z adresu 2009-11-03].